# Forum Cuppedinis
Le Forum Cuppedinis, Cupidinis, Cupedinarium est un marché aux denrées précieuses de la Rome antique, destinées aux classes riches.

## Histoire
Sorte de macellum, si son origine n'est pas attestée, il existait déjà au VIe siècle de Rome et était situé dans la Quatrième Région à l'extrémité de la Voie sacrée.